# Lomakino (Oblast Nischni Nowgorod)
Lomakino (russisch Ломакино Lomakino) ist ein Dorf mit etwas über 300 Einwohner im Oblast Nischni Nowgorod, Russland.

## Geografie
Lomakino liegt 147 Meter über dem Meeresspiegel im Pokrowski Selsowet, Rajon Gagino. An das Ortsgebiet grenzt nordöstlich die Pjana an. Die nächstgelege Ortschaft ist das drei Kilometer östlich gelegene Chaninejewka. Westlich liegt circa sechs Kilometer entfernt Gagino, welches dem Rajon seinen Namen gibt. Die nächstgelegene Großstadt ist Nischni Nowgorod, welches sich etwa 135 Kilometer nordwestlich befindet.

## Demografie
2002 hatte Lomakino 356 Einwohner. Bei der Volkszählung 2010 sank der Wert auf 332 Einwohner.

## Persönlichkeiten
- Andrei Andrejewitsch Wlassow (1901–1946), sowjetischer Generalleutnant im Zweiten Weltkrieg, später Kommandant auf deutscher Seite[2]
- Nikolai Alexejewitsch Saizew (1922–1967), sowjetischer Schiffsbauingenieur[3]